# Даутлийско македонско благотворително братство
Даутлийското македонско благотворително културно-просветно братство „Апостол войвода“ е организация на бежанците от областта Македония, установили се в бургаското село Даутлии (Каблешково).

## История
Основано е на 28 май 1925 година в Даутлий по инициатива на Козма Георгиев с патрон Апостол Петков. Избрано е настоятелство в състав Васил Масларов (председател), Георги Н. Попов (подпредседател), Христо Тръпков (секретар), Аргир Бояджиев (касиер), а съветници са Лазар Танев и Траю Георгиев. На 29 май 1926 година е избрано настоятелство в състав Васил Масларов (председател), Димитър Атанасов (подпредседател), Христо Трайков (секретар), Аргир Бояджиев (касиер).
Братството вероятно първоначално е възстановено с името „Вардар“, а по-късно приема за патрон Апостол войвода. През 1936 година има вероятност то да бъде разтурено от българските власти. На 30 октомври 1938 година по инициатива на Димитър Влахов, Димитър Атанасов Попов, Иван Атанасов Тонозлиев, Олга Христова Тръпкова, Иван Василев Масларов и Павел Христов се провежда заседание за учредяване на ново братство „Вардар“. Освен тях в учредяването му влизат Павли Христов Божинов, Тръпко Христов Тръпков, Костадин Димитров, Мара Василева Масларова, Костадин Николов Мишев, Анастасия Димитрова Попова, Христо Атанасов Бояджиев, Живко Христов Гьошев, Киро Божинов Мишев и Костадин Траев Пределиев. В настоятелството влизат Костадин Николов Мешев (председател), Димитър Влахов (подпредседател), Мара Василева Масларова (секретар), Олга Христова Тръпкова (касиер), Анастасия Димитрова (домакин/библиотекар), Костадин Димитров и Иван Василев Масларов са съветници. В контролната комисия са Иван Атанасов Тонозлиев (председател), Христо Атанасов Бояджиев и Киро Божинов Мешев са членове. На 1 септември 1944 година братството получава утвърден устава, с което то е вписано с името „Апостол войвода“.